# Општина Сува Река
Општина Сува Река је општина у Републици Србији у АП Косово и Метохија, која припада Призренском управном округу. Површина општине је 434 km².